# 裕隆納智捷籃球隊
裕隆納智捷籃球隊（ユーロン・ラクスジェン、英語: Yulon Luxgen Basketball Team）は、台湾の超級籃球聯賽に所属するプロバスケットボールチームである。裕隆汽車がオーナーであるが、自動車ブランド「ラクスジェン」を立ち上げた2009年から現在のチーム名になっている。以前のチーム名の名残りで「裕隆ラクスジェン・ディノス」とも呼ばれることがある。

## 歴史
チームの創設は1965年6月。以来アマチュアリーグでタイトルを重ねる。
1994年に発足されたプロリーグ中華職業籃球聯盟（CBA）に参加。初代チャンピオンとなる、優勝はこの1回のみも、上昇チームとして君臨。
しかしCBAは1999年で解散。その後はアマチュアのトップの大会で4連覇を果たす。
2003年、セミプロリーグである超級籃球聯賽（SBL）に参加。SBLでも初代チャンピオンを勝ち取り3連覇していたが、2007年に4連覇を逃した。
璞園(旧新浪)が中国に活躍した時から台湾球界の盟主になりつつあるが、2006～2007年のシーズンで優勝を逃すと、翌シーズンでチャンピオンシップ敗退をし、2007年から2014～2015シーズンの間では優勝が1回しかなく、2013～2014シーズンで初めてSBLプレーオフ圏内から落ちてしまい、チームが再建期に入っている。
2004年の国際試合で来日している。
また、ドーハアジア大会の男子バスケットボール台湾代表に数多く選手を輩出した。

### チーム名の遍歴
- 1965年-1994年　裕隆籃球隊
- 1994年-2009年　裕隆恐龍籃球隊（裕隆ダイナソーズ、裕隆ディノス）
- 2009年-2012年　裕隆納智捷籃球隊
- 2012年-2015年　新北市裕隆納智捷籃球隊
- 2015年-　裕隆納智捷籃球隊

## 主な所属選手
- 陳信安